# Xenodacnis parina
El dacnis andino, azulito altoandino (en Perú), xenodacnis (en Ecuador) o dacnis andino sureño (Xenodacnis parina), es una especie de ave paseriforme de la familia Thraupidae, la única perteneciente al género Xenodacnis. Algunos autores sostienen que el grupo de subespecies X. parina petersi se trata de una especie separada. Es nativo de regiones andinas del noroeste y oeste de América del Sur.

## Distribución y hábitat

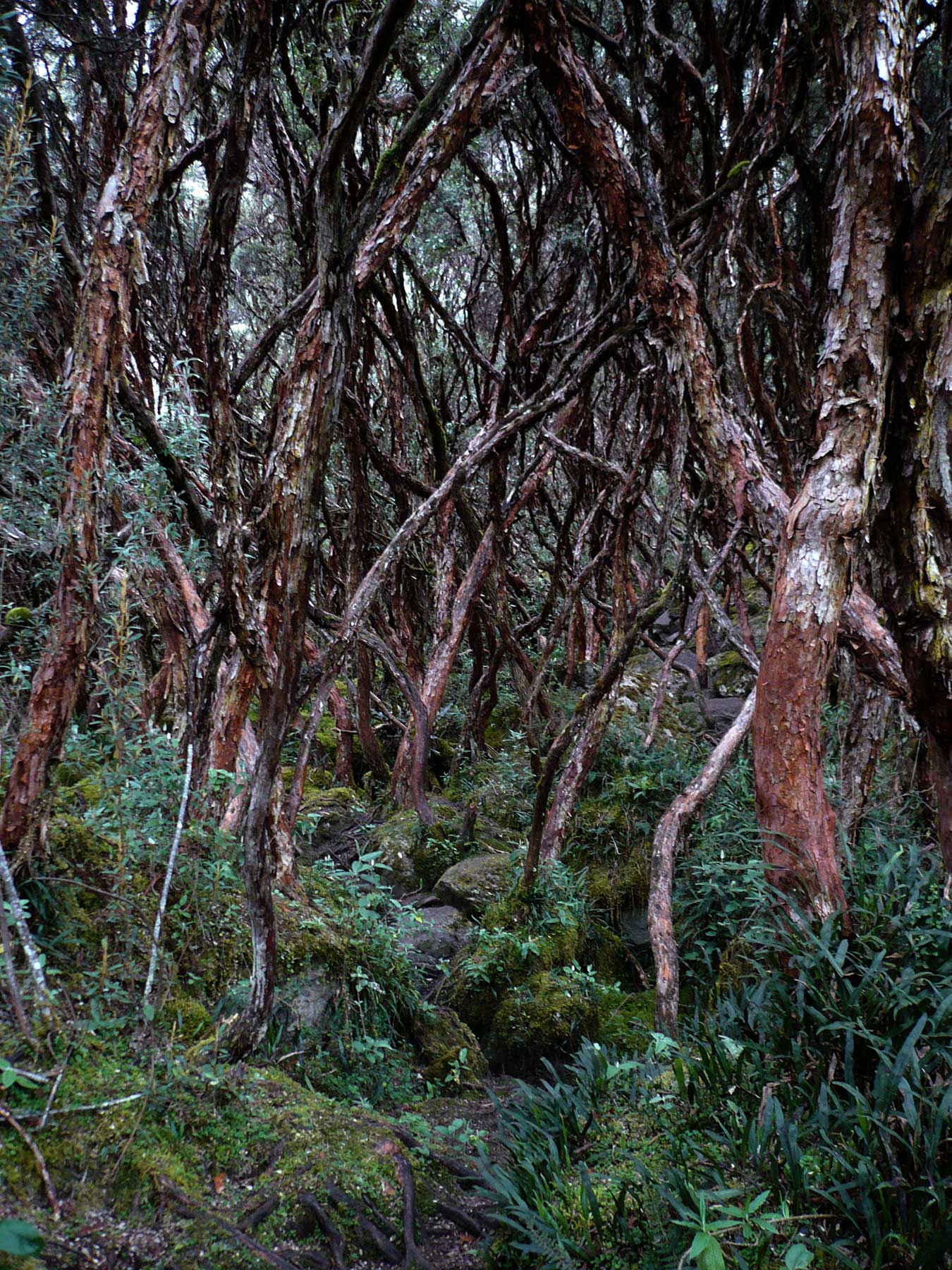
Bosque de Polylepis en Cajas, Ecuador, ejemplo de hábitat de la especie.

Se distribuye de forma fragmentada en las altitudes de la cordillera de los Andes en el sur de Ecuador (Azuay) y en Perú, desde el norte (Amazonas) hasta el sureste y suroeste (Cuzco y Arequipa).
Esta especie es considerada localmente común en sus hábitats naturales: los matorrales y parches de bosques bajos (frecuentemente de Polylepis), en altitudes entre 3100 y 4500 m.

## Descripción
Mide entre 13 y 14 cm de longitud. El pico es pequeño pero grueso y puntiagudo. En el oeste del rango, los machos son de color azul profundo estriados de celeste brillante, especialmente por arriba, las hembras tienen la frente, el área ocular, los bordes de las plumas cobertoras, la rabadilla y la cola azules, y por abajo son beige canela. En el sureste del rango, son menores y los machos de color azul grisáceo más pálido y con ninguna o pocas estrías, las hembras con toda la corona y la nuca azules y las partes inferiores ligeramente más brillantes.

## Comportamiento
Andan en parejas o pequeños grupos familiares, buscando alimento en la parte inferior de las hojas, especialmente en arbustos Gynoxys, de donde obtienen pulgones (Aphididae) y sus secreciones azucaradas.

### Reproducción
Los nidos tienen forma de taza, con la pubescencia de las flores de Puya sp., musgo, paja y ramas secas como materiales principales. El tamaño de la puesta es de uno a dos huevos colocados en días consecutivos. La hembra se encarga de la incubación, mientras que ambos sexos se hacen cargo de las crías. La incubación dura entre 17 y 20 días, y los polluelos permanecen en el nido durante 16 a 18 días.

### Vocalización
El canto es una rápida serie de notas silbadas y penetrantes, sorprendentemente sonoro (algunas veces suena como un repetitivo azote de un látigo), intercaladas con notas arañadas de timbre bajo.

## Sistemática

### Descripción original
La especie X. parina y el género Xenodacnis fueron descritos por primera vez por el ornitólogo alemán Jean Cabanis en 1873 bajo el mismo nombre científico; su localidad tipo es: «Maraynioc, Perú».

### Etimología
El nombre genérico femenino Xenodacnis es una combinación de la palabra griega «xenos» que significa ‘diferente’, ‘poco común’, y del género Dacnis (los dacnis); y el nombre de la especie «parina» proviene del latín  «parus» que significa ‘pecho’, ‘seno’.

### Taxonomía
Los amplios estudios filogenéticos recientes demuestran que la presente especie es pariente próxima del ampliado género Idiopsar, y el clado formado por ambos es próximo de un clado integrado por Geospizopsis, Haplospiza y Acanthidops, todos en una gran subfamilia Diglossinae.
El grupo de subespecies X. parina petersi/bella, es considerada como una especie separada de la presente: el dacnis andino norteño Xenodacnis petersi, por las clasificaciones Aves del Mundo (HBW) y Birdlife International (BLI), y más recientemente por el Congreso Ornitológico Internacional (IOC) con base principalmente en las diferencias de plumaje y morfometría. Sin embargo, esta separación todavía no es seguida por otras clasificaciones.

### Subespecies
Según la clasificación del Clements Checklist/eBird se reconocen tres subespecies, con su correspondiente distribución geográfica:
- Grupo politípico petersi/bella:
- Xenodacnis parina bella Bond & Meyer de Schauensee, 1939 – Andes del suroeste de Ecuador y norte de Perú (oriente de los Andes en Amazonas y La Libertad).
- Xenodacnis parina petersi Bond & Meyer de Schauensee, 1939 – pendiente occidental de los Andes en el centro y sur de Perú (Cajamarca al sur, por lo menos hasta Arequipa).

- Grupo monotípico parina:
- Xenodacnis parina parina Cabanis, 1873 – valles interandinos del centro sur de Perú (Junín, Ayacucho, Apurímac, y Cuzco).